# 3. новембар
3. новембар (3.11.) је 307. дан године по грегоријанском календару (308. у преступној години). До краја године има још 58 дана.

## Догађаји
- 1534 — Енглески парламент усвојио је Акт о супремацији чиме је краљ Хенри VIII постао поглавар цркве, а папи одузета власт над црквом у Енглеској.
- 1812 — Руска војска је поразила одступницу Наполеонове Велике армије у бици код Вјазме.
- 1839 — Британске фрегате су код Кантона потопиле неколико кинеских џунки. Тиме је почео Први опијумски рат против Кине, који је завршен потписивањем мировног споразума 1842. у Нанкингу, под веома неповољним условима за Кину.
- 1867 — Битка код Монтане.
- 1883 — Српска војска је угушила Тимочку буну.
- 1903 — Панама је, уз подршку САД, које су послале у панамске воде крстарицу "Нешвил", прогласила независност од Колумбије.
- 1912 — Закључено примирје у Првом балканском рату.
- 1918 — Представници аустроугарске војске потписали су у Падови капитулацију у Првом светском рату, што је био последњи државни акт 700-годишње Хабзбуршке монархије.
- 1918 — Побуном морнара Немачке царске морнарице у Килу почела је Немачка револуција.
- 1946 — Јапански цар Хирохито одрекао се, изјавом преко радија, божанских атрибута, а царска власт прешла је на изборни парламент.
- 1957 — СССР је лансирао вештачки сателит Спутњик 2 са псом Лајка на њему.
- 1956 — Велика Британија и Француска прихватиле су прекид ватре на Блиском истоку, уз услов да у подручје Суецког канала буду послате мировне снаге Уједињених нација.
- 1961 — У Тант је изабран за генералног секретара Уједињених нација, након погибије Дага Хамаршелда.
- 1964 — За председника САД је изабран Линдон Џонсон.
- 1970 — Кандидат Фронта народног јединства Салвадор Аљенде постао је председник Чилеа, као први марксиста у западној хемисфери изабран на слободним изборима.
- 1976 — Џими Картер је постао председник САД.
- 1978 — Доминиканска Република је добила независност.
- 1991 — Хрватске паравојне формације протерале су становништво и разориле 18 српских села на подручју западне Славоније.
- 1992 — Кандидат Демократске странке Бил Клинтон је на изборима за председника САД победио републиканца Џорџа Буша, дотадашњег шефа државе.
- 2002 — На парламентарним изборима у Турској победила је Странка правде и развоја, али је њеном лидеру Тајипу Ердогану забрањено да преузме премијерски положај јер је раније осуђен због исламистичких побуна.
- 2004 — Џорџ Буш је постао председник САД по други пут.
- 2010 — Земљотрес је погодио Краљево.

## Рођења
- 1560 — Анибале Карачи, италијански сликар. (прем. 1609)
- 1774 — Јаков Јакшић, устанички командант, управник штампарије и трговац, први надзорник пошта у Србији.
- 1796 — Јован Гавриловић, српски историчар и политичар. (прем. 1877)
- 1801 — Карл Бедекер, немачки издавач књига. (прем. 1859)
- 1801 — Винцензо Белини, италијански композитор. (прем. 1835)
- 1845 — Зигмунт Глогер, пољски историчар, археолог и етнограф. (прем. 1910)
- 1877 — Карол Хуберт Ростворовски, пољски драматург и песник. (прем. 1938)
- 1879 — Валери Славек, директор Непартијског блока сарадње са владом, премијер Пољске. (прем. 1939)
- 1901 — Леополд III, краљ Белгије. (прем. 1983)
- 1901 — Станислав Толпа, пољски ботаничар. (прем. 1996)
- 1921 — Чарлс Бронсон, амерички глумац. (прем. 2003)
- 1927 — Збигњев Цибулски, пољски глумац. (прем. 1967)
- 1931 — Моника Вити, италијанска глумица. (прем. 2022)
- 1933 — Џон Бари, енглески композитор и диригент, најпознатији по филмској музици. (прем. 2011)
- 1933 — Џереми Брет, енглески глумац. (прем. 1995)
- 1933 — Јелена Жигон, српска глумица. (прем. 2018)
- 1936 — Рој Емерсон, аустралијски тенисер.
- 1945 — Герд Милер, немачки фудбалер. (прем. 2021)
- 1948 — Саша Хаџи Танчић,  српски књижевник. (прем. 2014)[1]
- 1957 — Долф Лундгрен, шведски глумац, редитељ, сценариста, продуцент и мајстор борилачких вештина.
- 1962 — Здравко Понош, генерал-потпуковник Војске Србије у пензији, начелник Генералштаба Војске Србије (2006—2008).
- 1963 — Војислав Жанетић, српски сценариста.
- 1968 — Аца Лукас, српски певач.
- 1969 — Роберт Мајлс, италијански музичар, композитор, ди-џеј и музички продуцент. (прем. 2017)
- 1970 — Петар Васиљевић, српски фудбалер и фудбалски тренер.
- 1970 — Педро Проенса, португалски фудбалски судија.
- 1971 — Унаи Емери, шпански фудбалер и фудбалски тренер.
- 1971 — Двајт Јорк, фудбалер из Тринидада и Тобага.
- 1977— Срђан Срдић, српски романописац, аутор кратких прича, есејиста, критичар, уредник, издавач и предавач креативног писања.
- 1977 — Арија Ђовани, америчка порнографска глумица и модел.
- 1979 — Пабло Ајмар, аргентински фудбалер.
- 1981 — Давиде Торосантучи, италијански бициклиста.
- 1982 — Борис Пашански, српски тенисер.
- 1982 — Јевгениј Пљушченко, руски клизач.
- 1987 — Кортни Барнет, аустралијска музичарка.
- 1990 — Стефан Јовић, српски кошаркаш.
- 1995 — Кендал Џенер, амерички модел.
- 2000 — Љен Ђуенђе, кинески скакач у воду.

## Смрти
- 361 — Констанције II, римски цар. (рођ. 331)
- 1231 — Владислав III Ласконоги, кнез Великопољске.
- 1599 — Анджеј Батори, кардинал вармињски (рођ. 1563)
- 1766 — Томас Абт, немачки филозоф. (рођ. 1738)
- 1914 — Џорџ Тракл, аустријски песник. (рођ. 1887)
- 1918 — Александар Лапунов, руски математичар. (рођ. 1857)
- 1928 — Лудомир Савицки, пољски географ. (рођ. 1884)
- 1954 — Анри Матис, француски сликар. (рођ. 1869)
- 1970 — Петар II Карађорђевић, југословенски краљ.(рођ. 1923)
- 1970 — Јоханес Уридил, аустријски писац. (рођ. 1896)
- 1981 — Едвард Коцбек, словеначки књижевник. (рођ. 1904).[2]
- 1991 — Роман Вилхелми, пољски глумац. (рођ. 1936)
- 1995 — Бојан Адамич, словеначки композитор  (рођ. 1912)
- 1996 — Жан-Бедел Бокаса, цар Централноафричке Републике. (рођ. 1921)
- 2001 — Ернст Гомбрих, британски историчар уметности. (рођ. 1909)
- 2007 — Александар Дедјушко, руски глумац (рођ. 1962)

## Празници и дани сећања
- Српска православна црква данас прославља
  - Преподобни Иларион Велики
  - Свети исповедник Висарион
  - Преподобни Иларион Кијевски
- Римокатоличка црква данас слави -
  - дан светог Хуберта - заштитник ловаца
- Панама - Народни празник
- Доминиканска Република - Празник независности
- Јапан - Дан Културе(Bunka-no Hi)
- Малдиви - Дан победе